# Ruschia vanderbergiae
Ruschia vanderbergiae är en isörtsväxtart som beskrevs av L. Bol. Ruschia vanderbergiae ingår i släktet Ruschia och familjen isörtsväxter. Inga underarter finns listade i Catalogue of Life.